# Las Plumas
Las Plumas ist die Hauptstadt des Departamento Mártires in der Provinz Chubut im südlichen Argentinien. In der Klassifikation der Gemeinden in der Provinz Chubut ist Las Plumas als Landgemeinde (Comuna Rural) eingestuft. 1991 hatte der Ort 341 Einwohner, das bedeutet für das Jahr 2001 einen Zuwachs von +77,4 %. 

## Geschichte
Das Gründungsjahr des Ortes ist 1921.